# Myxophaga
Myxophaga – niewielka grupa chrząszczy, w skład której wchodzi ok. 100 gatunków zebranych w 4 rodzinach. Występują na wszystkich kontynentach poza Antarktydą. W faunie polskiej podrząd ten reprezentowany jest przez jeden gatunek Sphaerius acaroides z rodziny Sphaeriusidae.

## Biologia i ekologia
Chrząszcze te charakteryzują się długimi, orzęsionymi skrzydłami z silnie uwstecznionym użyłkowaniem i buławkowatymi czułkami, a także występowaniem ruchomego zęba lewej żuwaczki. 
Są to organizmy niewielkich rozmiarów (0,5–2,7 mm), wyspecjalizowane do życia w środowiskach podmokłych. Zarówno osobniki dorosłe, jak i larwy odżywiają się glonami i sinicami. 

## Systematyka
Do podrzędu zalicza się 4 rodziny:
- Lepiceridae  np.:Lepicerus bufo
- Torridincolidae
- Hydroscaphidae  np.:Hydroscapha natans
- Gałeczkowate (Sphaeriusidae) (= Microsporidae)  np.:Sphaerius sp.

## Filogeneza
Myxophaga są grupą monofiletyczną. Zostało to potwierdzone zarówno przez badania morfologiczne jak i molekularne. Jednak ich pozycja filogenetyczna nie jest do końca pewna. Część badaczy proponuje Myxophaga jako grupę siostrzaną w stosunku do Polyphaga jednak niektóre cechy budowy skrzydeł sugerują bliższe pokrewieństwo z Adephaga